# Adebayo Adedeji
Adebayo Adedeji (Ijebu Ode, 21 de diciembre de 1930 – Lagos, 25 de abril de 2018) fue un economista y docente nigeriano. Profesor de pleno derecho a la edad de 36 años, fue Comisionado Federal de Desarrollo Económico y Reconstrucción de Nigeria de 1971 a 1975. Fue responsable del desarrollo económico y la reconstrucción de Nigeria después de la guerra civil. En junio de 1975, fue nombrado Secretario Ejecutivo de la Comisión Económica para África]] y permaneció en dicho puesto hasta julio de 1991. Adedeji redactó el Plan de Acción de Lagos de 1980, que fue adoptado por la ONU y la OUA. A su regreso a Nigeria, fundó el Centro Africano para el Desarrollo y Estudios Estratégicos (ACDESS), un centro de estudios continental independiente, no gubernamental y sin fines de lucro, dedicado a estudios multidisciplinarios y estratégicos sobre y para África. Recibió la distinción nacional de Comandante de la República Federal.
En diciembre de 2010, al entrar a los 80 años, se retiró de la vida pública  estuvo los últimos años de su vida en su ciudad natal de Ijebu-Ode, Estado Ogun, Nigeria.
Adedeji was elected a Fellow of the African Academy of Sciences in 1991.